# Charles Robequain
Charles Robequain, né à Die le 23 juin 1897 et mort à Rennes le 28 septembre 1963, est un géographe français.

## Biographie
Fils d'un percepteur à Grenoble. Lieutenant d'artillerie pendant la guerre de 1914-1918, il prépare sa licence à Grenoble en 1919 et l'agrégation de géographie à Lyon en 1921, avec ses condisciples Henri Petiot, le futur Daniel-Rops, et Denys Mouralis. Robequain fut reçu premier à l'agrégation au concours de 1922. Il est nommé professeur au lycée de Nice. En 1924, il est admis à l'École française d'Extrême-Orient et part pour Hanoï. Il y reste quatre ans et y rédige sa thèse sur la province de Thanh Hóa. Il entre ensuite au service de documentation de l'Agence économique de l'Indochine, avant de partir pour Poitiers comme maître de conférences.
Il est nommé en 1933 professeur à la faculté de Rennes. Il se marie à Rennes avec la fille du commandant Graf. En 1937, il est nommé à la Sorbonne où l'on crée pour lui une chaire de géographie tropicale.
Il est aussi professeur à l'École de la France d'outre-mer, à HEC, à l'Institut d'ethnologie et à l'École d'application du service national des statistiques.
Il a quatre enfants, trois garçons et une fille, Dominique ; cette dernière a épousé l'ingénieur Bernard Simon, président de l'Académie de Nîmes.

## Distinctions
- Chevalier de la Légion d'honneur (1950)

## Publications
- Le Thanh Hoa. Étude géographique d'une province annamite (thèse), Paris/Bruxelles, EFEO/van Oest (PEFEO, 24), 1929, 2 volumes, 243 & 636 pp.
- L'évolution économique de l'Indochine française, Paris, Hartmann, 1938
- L'Indochine française, Paris, A. Colin, 1948
- Le monde malais
- Madagascar et les bases dispersées de l'Union française, Paris, PUF, 1958
- Malaya, Indonesia, Borneo, and the Philippines: Geographical, Economic, and Political Description, Londres, 1961.